# AIM-65

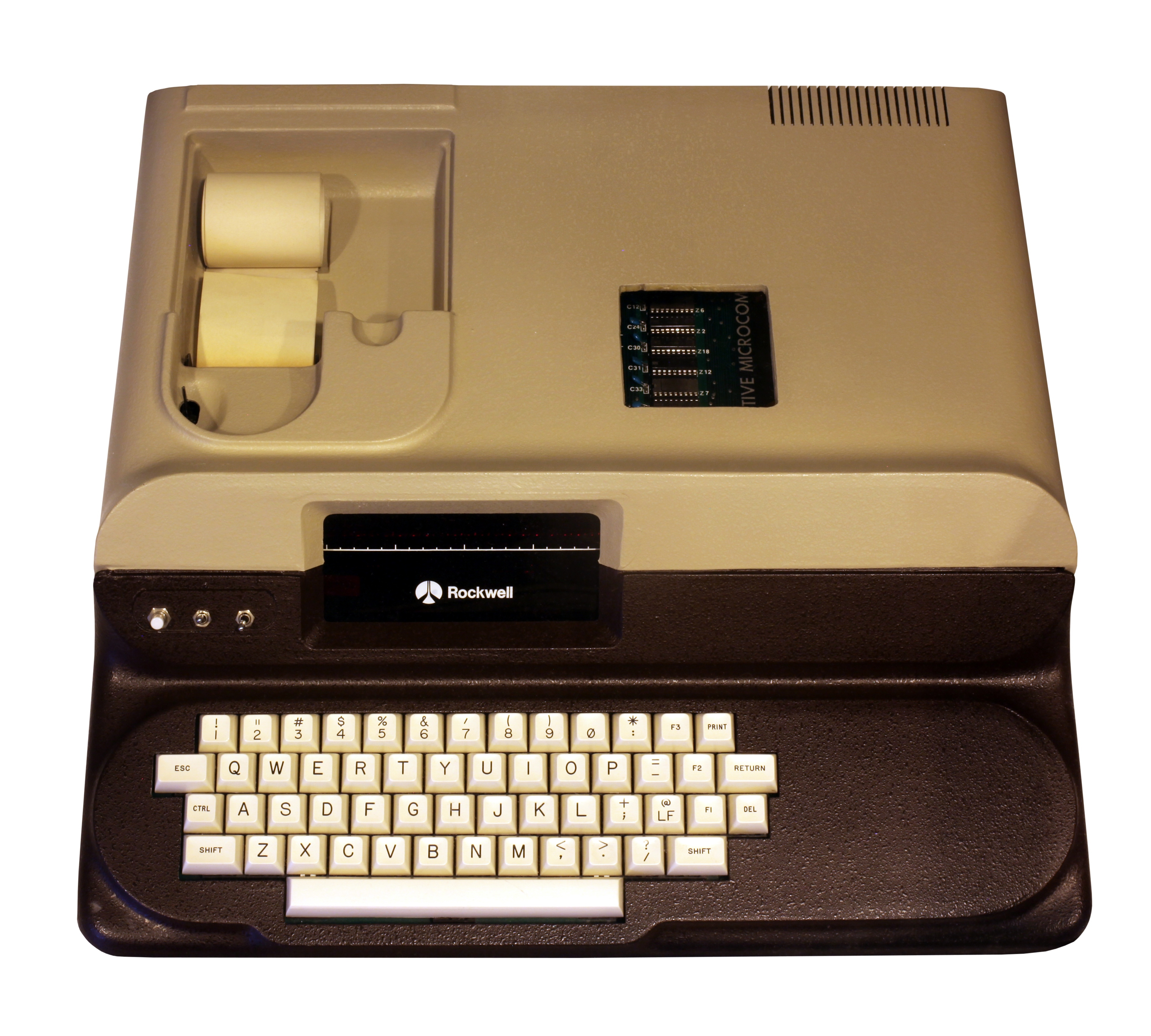
AIM-65

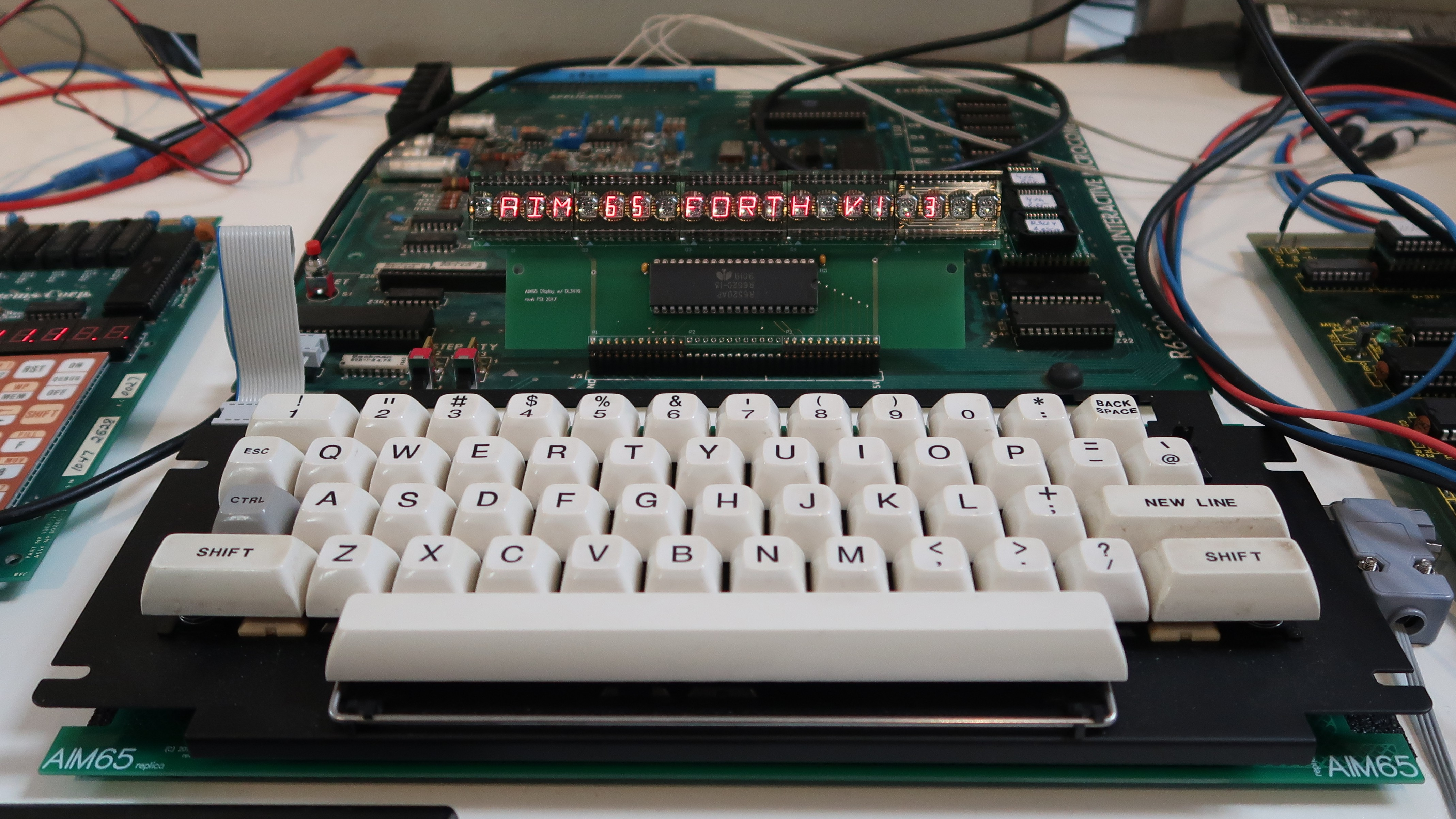
Geöffneter AIM-65

Der Rockwell-Computer AIM-65 war ein Schulungs- und Entwicklungssystem auf der Basis eines 6502-Mikroprozessors von MOS Technology und wurde 1976 vorgestellt. Der AIM-65 wirkte wie ein Nachfolger des KIM-1-Computers und ein Bruder des Ohio Scientific Superboard II. Als zusätzliche Hardware existierte ein Disketten-Controller und ein rückseitiger Erweiterungsstecker. 1981 stellte Rockwell ein verbessertes Modell, den AIM-65/40, mit 40-Zeichen-Anzeige vor. Die Firma Siemens baute den AIM-65 unter dem Namen PC 100 in Lizenz nach.

## Software
Die verfügbare Software für den AIM-65 enthielt ein Monitor-Programm mit Assembler/Disassembler, einen BASIC-Interpreter, Assembler, Pascal, PL/65 und ein FORTH-Entwicklungssystem. Die Standard-Software gab dem System seinen Namen und enthielt das Monitor-Programm im ROM, den sog. Advanced Interactive Monitor (AIM).

## Technischer Aufbau
- Eingebaute englische QWERTY-Tastatur
- 20-Zeichen alphanumerische LED-Anzeige (16 Segmente)
- Integrierter 20-Zeichen-Thermodrucker
- Serielle Schnittstelle 20-mA-Current-Loop (TTY-Schnittstelle)
- Kassetteninterface mit eigenem Protokoll oder „KIM-1“- Modus
- Applikationsstecker mit 6522-Chip VIA von MOS Technology
- Interner Arbeitsspeicher (RAM) von 4 kB
- 5 Sockel für je 4 kB ROM- oder EPROM-Chips. Zwei Sockel für das Betriebssystem (Monitor), zwei für BASIC, einer für Forth, PL/65, 2-Pass-Assembler etc.
- Allgemeiner Erweiterungsanschluss („Expansion“)
- Der „Application-“ bzw. „Expansionstecker“ ist weitgehend kompatibel zu den Einplatinencomputern KIM-1 von MOS Technology und SYM-1 von Synertek.